# 도나우탑

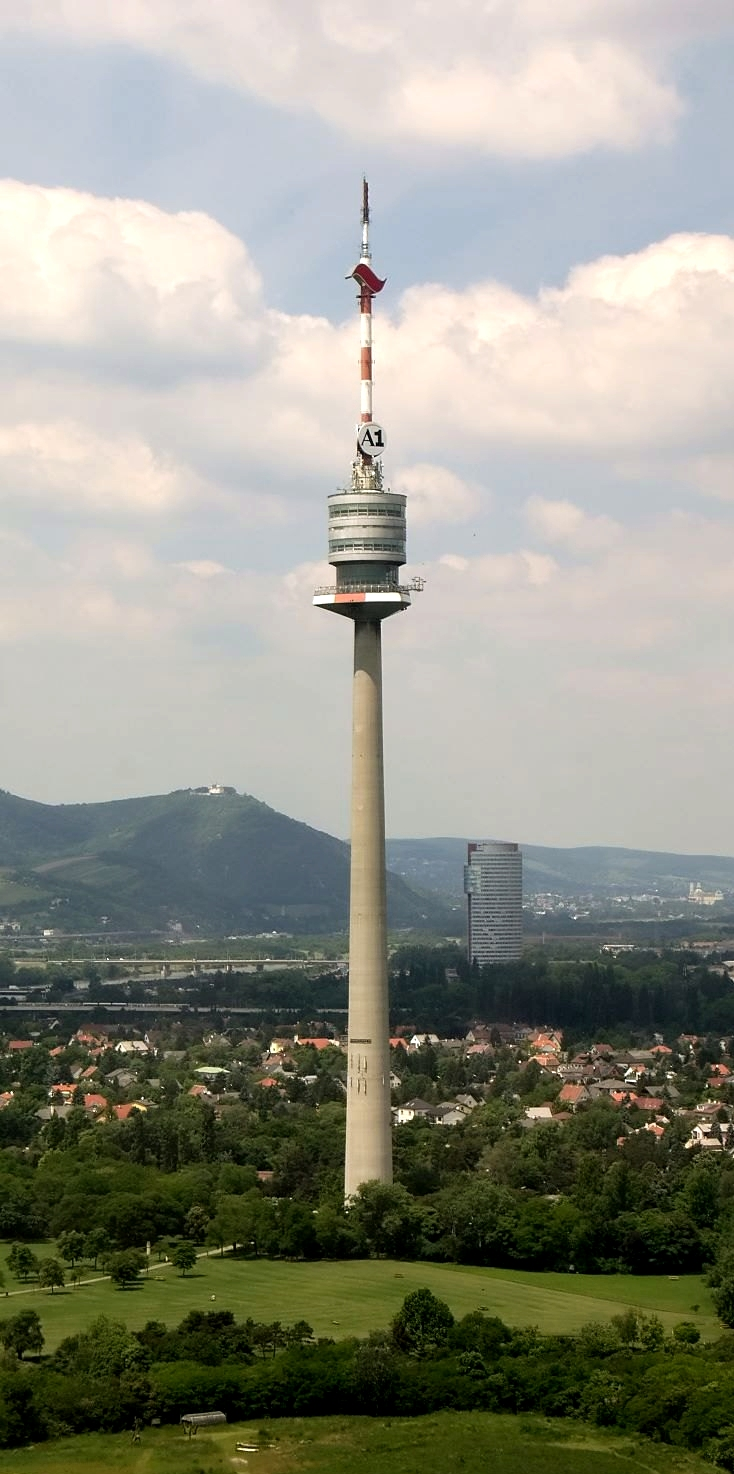
도나우탑

도나우탑(독일어: Donauturm)은 오스트리아 빈에 있는 높이 252 미터 (827 ft)의 타워로, 오스트리아에서 제일 높은 건물이다. 세계에선 68번째로 높은 탑에 해당한다. 1964년 4월에 개장한 이 타워는 도나우슈타트의 다뉴브강 북쪽 제방 근처에 위치해 있다.

## 같이 보기
- 빈 대관람차
- 베를린 텔레비전탑